# 蕭玉鳴
蕭玉鳴（英語：Matilde Sansolis Serneo，1934年1月26日—2012年2月8日），菲律賓伊洛伊洛省人，天主教仁愛傳教修女會修女，曾在台東聖母醫院服務長達二十多年，被稱為「蛋糕修女」。因其對於偏鄉醫療的貢獻，為第十二屆醫療奉獻獎得主。

## 生平
生於菲律賓伊洛伊洛省，十九歲加入仁愛傳教修女會，1959年自聖多默大學護理系畢業後，在母校附屬醫院服務一年。
1966年，蕭玉鳴先在陽明山管理局天母露德之家照顧孤兒，也會到石牌振興醫院幫助小兒麻痺病童復健。1967年，支援宜蘭縣頭城鎮的聖芳濟安養院，照顧老人，之後於台北、頭城兩地奔波。1974年返菲修習護理碩士，兩年後回臺灣。
後因嘉義縣鹿草鄉設置的天主教診所缺護理人員，蕭玉鳴又南下待了兩年，照顧當地的老弱病患。當時鹿草的聖家貧民醫院因偏遠鄉間人才難覓，修士晁金名須身兼多職。
1989年，蕭玉鳴接下台東聖母醫院護理部，當時因醫院人手不足，55歲的她堅持24小時值班，做到「全人照護」。這家醫院是愛爾蘭聖母醫療傳教會修女柯淑賢、蘇蘊芳在1961年所創立，起初位於臺東縣屏東縣兩縣交界的山地安朔部落，離臺東市約需一個半小時車程。
蕭玉鳴除負責行政，完善醫院評鑑外，還負責護理，會親自替病人餵飯、擦澡，以身作則，也用同樣標準要求同仁，只要發現一點不夠好，一定勸說同仁做到為止。台東聖母醫院同仁私下稱蕭玉鳴為「病房警察」、「病歷警察」、「黏巴達修女」。員工陳櫻花表示，以前只要蕭修女出沒於病房，護理人員便精神緊繃，因為她時時刻刻都在背後，監督護士是否把病人照顧好、有沒有把病歷記載好；員工蘇秀蓮表示，蕭修女在乎病人舒不舒服，每天早上進病房，員工第一件事就穿雨衣為病人洗澡，要病人身上沒有異味、床單一塵不染，蕭修女才滿意。
蕭玉鳴也作為台北馬尼拉經濟文化辦事處在台東地區的連絡者，幫助台東菲籍新娘和勞工，是當地菲籍人士的庇護站。當警方遇到偷渡、違法打工而遭拘留的菲籍人士情緒不穩時，也總是先想到蕭修女。
2002年，院方希望提名蕭玉鳴參加第十二屆醫療奉獻獎，但她拒絕，同仁告訴她得獎會對醫院有幫助，才勉強答應。得獎的蕭玉鳴在面對召見她的總統陳水扁時直接說：「給我錢，我不要獎牌」，希望藉此解決醫院的財務困境。她對記者說：「你一定覺得我很愛錢」、「這違背了我向上帝發的安貧誓言...」。次年，該醫院不堪長期虧損，結束最負盛名的產科。當年是台東聖母醫院營運最艱困的一年，全院醫生只剩下施少偉與另一位。
為了拯救台東聖母醫院財政，蕭玉鳴想到先前會做蛋糕送給病人，因此試著推出「修女祈福蛋糕」，一個9吋蛋糕售價600元。製作蛋糕前，她一定都會禱告願吃蛋糕的人健康平安。消息曝光後，蛋糕訂購數量從一周的十幾個，一口氣激增到兩百個，遠遠超出她的體力負荷，於是醫院義工們帶著親人、甚至是放假的孩子們，都來分擔洗蛋糕模具等費力的工作。醫院同仁表示蕭修女因此被稱為「蛋糕修女」，見到那雙因關節炎變形的手指在搓揉麵團，都感動無比，那是堅持幾十年、將自己完全奉獻給台灣的美好榜樣。
2012年2月8日，蕭玉鳴因中風於宜蘭縣病逝，骨灰返回菲律賓。